# Tremplin du Praz

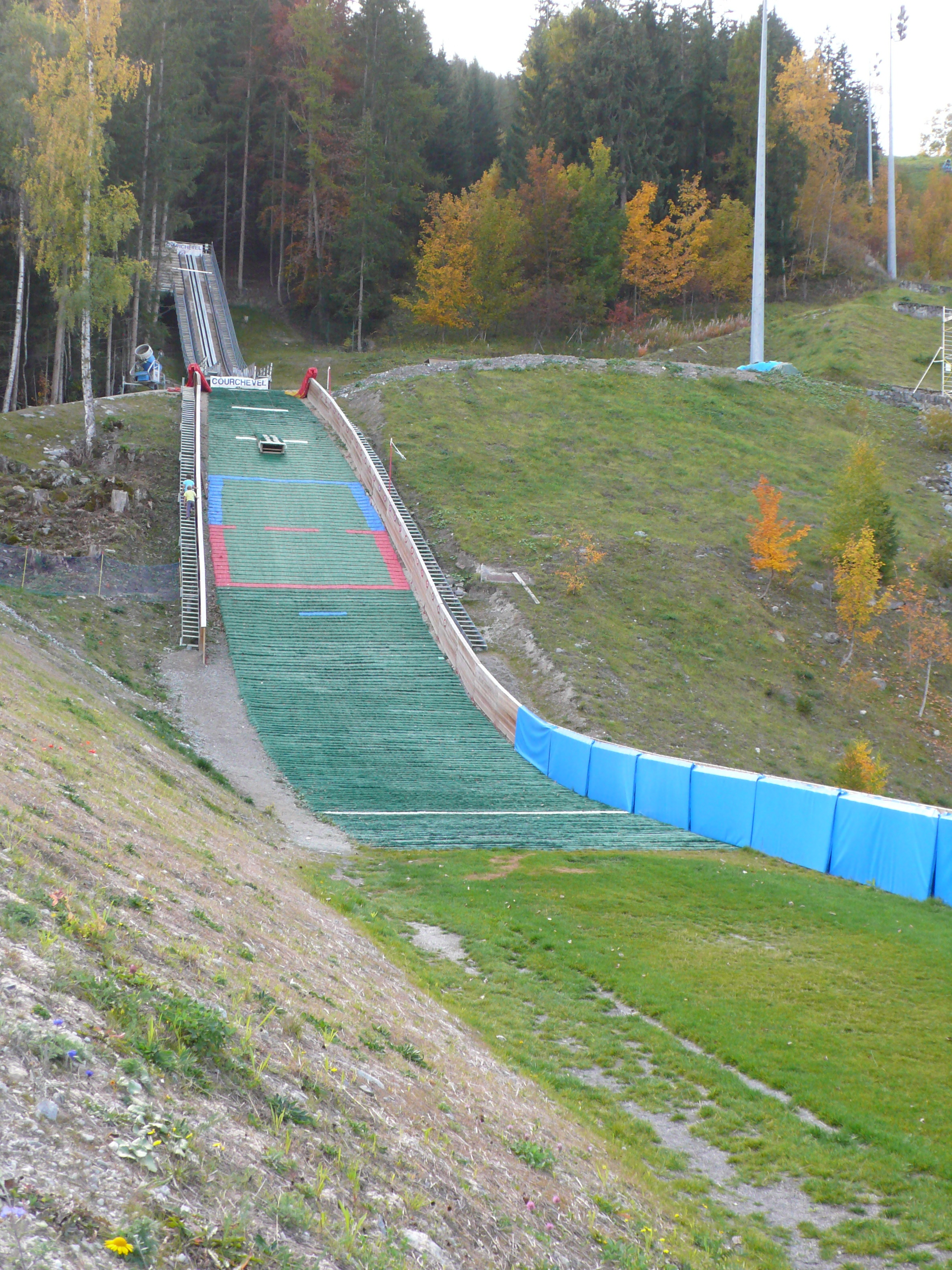
Ninoufbakken, K25, i Courchevel 2010.

Tremplin du Praz är en backhoppningsanläggning i Le Praz i Courchevel i Savoie-regionen i Frankrike. Anläggningen kallas också Stade de Saut à Ski de Courchevel (sv.: Courchevel Backhoppningsstadion) eller Stade Olympique de Courchevel (sv.: Courchevel Olympiastadion). Backhoppningsanläggningen består av fyra backar. De tre största backarna (Tremplin au Praz) har K-punkt 120 meter med backstorlek (Hill size) 132 meter, K-punkt 90 meter med backstorlek 96 meter och K-punkt 60 meter med backstorlek 65 meter. Den minsta backen (Ninoufbakken) har K-punkt 25 meter med backstorlek 30 meter.

## Historia
Första hoppbacken i Courchevel byggdes 1944 där backanläggningen finns nu. En annan backe byggdes 1955 i Courchevel 1850. Inför olympiska spelen 1992 i Albertville utsågs Le Praz i Courchevel till arena för backhoppningstävlingarna. Två nya backar byggdes i Le Praz. Under backhoppningstävlingen under OS i Le Praz dominerade för första gången V-stilen i OS-sammanhang. En K60-backe byggdes i anslutning till normalbacken 2004. 2007-2008 byggdes en liten K25-backe (Ninoufbakken) med plastmattor. Nya ombyggnader i hela backanläggningen startade 2011 efter att licensen från Internationella Skidförbundet (FIS) utlöpt.

## Backrekord
Officiellt backrekord i största backen tillhör Jörg Ritzerfeld från Tyskland som hoppade 134,0 meter i kontinentalcupen (COC) 19 januari 2002. Andreas Wank från Tyskland hoppade 137,5 meter i kontinentalcupen 30 juli 2011. Som officiellt backrekord på plast räknas dock ett hopp på 137,0 som Kamil Stoch från Polen presterade i kontinentalcupen 12 augusti samma år. I normalbacken tillhör officiellt backrekord Arthur Royer. Han hoppade 101,5 meter under franska juniormästerskapen 2012. Backrekordet för kvinnor är 92,0 meter och sattes av Coline Mattel  under franska mästerskapen 2012.

## Viktiga tävlingar
| Datum            | Vinnare                                                               | Andra plats                                                          | Tredje plats                                                         | Tävling                                |
| ---------------- | --------------------------------------------------------------------- | -------------------------------------------------------------------- | -------------------------------------------------------------------- | -------------------------------------- |
| 19 januari 1991  | Inställt på grund av snöbrist                                         | Inställt på grund av snöbrist                                        | Inställt på grund av snöbrist                                        | Världscup, normalbacke                 |
| 20 januari 1991  | Inställt på grund av snöbrist                                         | Inställt på grund av snöbrist                                        | Inställt på grund av snöbrist                                        | Världscup, stor backe                  |
| 9 februari 1992  | Ernst Vettori, Österrike                                              | Martin Höllwarth, Österrike                                          | Toni Nieminen, Finland                                               | Olympiska spelen 1992, normalbacke     |
| 14 februari 1992 | Finland Ari-Pekka Nikkola Mika Laitinen Risto Laakkonen Toni Nieminen | Österrike Heinz Kuttin Ernst Vettori Martin Höllwarth Andreas Felder | Tjeckoslovakien Tomáš Goder František Jež Jaroslav Sakala Jiří Parma | Olympiska spelen 1992, lag, stor backe |
| 16 februari 1992 | Toni Nieminen, Finland                                                | Martin Höllwarth, Österrike                                          | Heinz Kuttin, Österrike                                              | Olympiska spelen 1992, stor backe      |
| 17 december 1993 | Andreas Goldberger, Österrike                                         | Jin’ya Nishikata, Japan                                              | Jaroslav Sakala, Tjeckien                                            | Världscup, stor backe                  |